# Machowinko (przystanek kolejowy)
Machowinko – zlikwidowany przystanek kolejowy w Machowinku w województwie pomorskim, w Polsce. Przystanek znajdował się na rozebranej linii z Komnina do Ustki. Likwidacja nastąpiła w 1945 roku.